# Ioannis Zizioulas
Ioannis Zizioulas (grč. Ιωάννης Ζηζιούλας; Katafygio, 10. siječnja 1931. – Atena, 2. veljače 2023.) bio je grčki pravoslavni biskup koji je služio kao pergamonski metropolit Ekumenskog carigradskog patrijarhata od 1986. do svoje smrti 2023. godine.
Rođen je 1931. godine. Doktorirao je na Teološkom fakultetu u Ateni, 1965. godine. Zamonašio se 1986. godine. Za đakona je zaređen 14. lipnja 1986., sljedeći dan za prezbitera te nakon tjedan dana pergamskonskog episkopa.
Radio je kao profesor u Solunu i u Londonu. U svibnju 1991. dobio je počasni doktorat na Pravoslavnom bogoslovskom fakultetu u Beogradu.

### Članci
- Perić, Ratko. 2002. O kršćanskim "ekumenizmima". Vrhbosnensia. Univerzitet u Sarajevu – Katolički bogoslovni fakultet. Sarajevo. 6 (1): 219–230